# Die Perle – Aus dem Tagebuch einer Hausgehilfin
Die Perle – Aus dem Tagebuch einer Hausgehilfin ist eine Fernsehserie der ARD. Eine Kellnerin ergreift den Beruf des Dienstmädchens. Mit Neugier und Elan bringt sie Ordnung in manchen Haushalt und klärt nebenbei einige Verbrechen auf. Elf produzierte Folgen wurden in vier Blöcken im Abendprogramm ausgestrahlt.

## Handlung
Emilie Knusefranz (Ruth Drexel) hängt enttäuscht ihren Job als Kellnerin in "Kiermaiers Sportkaffee" an den Nagel und beschließt, ihr Geld künftig als Hausmädchen zu verdienen. Während der elf Episoden gelangt sie von Stellung zu Stellung, wirbelt so manchen Haushalt durcheinander und wird dank ihres Spürsinns immer wieder in Kriminalfälle hineingezogen.

## Gastdarsteller (Auswahl)
In Nebenrollen traten unter anderen Kitty Mattern, Eric Pohlmann, Maxl Graf, Günther Maria Halmer, Klaus Havenstein, Walter Sedlmayr, Helmut Fischer, Gustl Bayrhammer, Herta Worell und Wolf Ackva auf.

## Episoden
| Folge | Titel                         | Erstausstrahlung  |
| ----- | ----------------------------- | ----------------- |
| 1     | Anonyme Briefe                | 27. Dezember 1969 |
| 2     | Stütze der Gesellschaft       | 27. Dezember 1969 |
| 3     | Die Detektei                  | 27. Dezember 1969 |
| 4     | Die holde Kunst               | 17. Januar 1970   |
| 5     | Der Drilling                  | 17. Januar 1970   |
| 6     | Die Spiegelaffäre             | 17. Januar 1970   |
| 7     | Die Modemuse                  | 4. Juli 1970      |
| 8     | Die Kulturgeschichte          | 4. Juli 1970      |
| 9     | Die Blüten von Ober-Unterberg | 4. Juli 1970      |
| 10    | Der Magier                    | 15. Juli 1970     |
| 11    | Das Haus des Schreckens       | 15. Juli 1970     |